# Easington, North Yorkshire
Easington är en ort i civil parish Loftus, i kommunen Redcar and Cleveland, Storbritannien. Den ligger i grevskapet North Yorkshire och riksdelen England, i den centrala delen av landet, 300 km norr om huvudstaden London. Easington ligger 140 meter över havet och antalet invånare är 120. Easington var en civil parish fram till 1974 när blev den en del av Loftus. Civil parish hade 411 invånare år 1951. Byn nämndes i Domedagsboken (Domesday Book) år 1086, och kallades då Esingetun.
Terrängen runt Easington är huvudsakligen platt, men västerut är den kuperad. Havet är nära Easington norrut. Runt Easington är det tätbefolkat, med 530 invånare per kvadratkilometer. Närmaste större samhälle är Redcar, 15,2 km nordväst om Easington. 